# Meniscomorpha wasenia
Meniscomorpha wasenia là một loài tò vò trong họ Ichneumonidae.